# Seat Toledo
Seat Toledo war von Frühjahr 1991 bis Mitte 2009 und zwischen Herbst 2012 und Herbst 2018 eine Pkw-Modellreihe der unteren Mittelklasse des spanischen Herstellers Seat. Der Toledo IV teilte sich die Plattform mit dem gleichzeitig erschienenen Škoda Rapid.

## Baureihen im Überblick

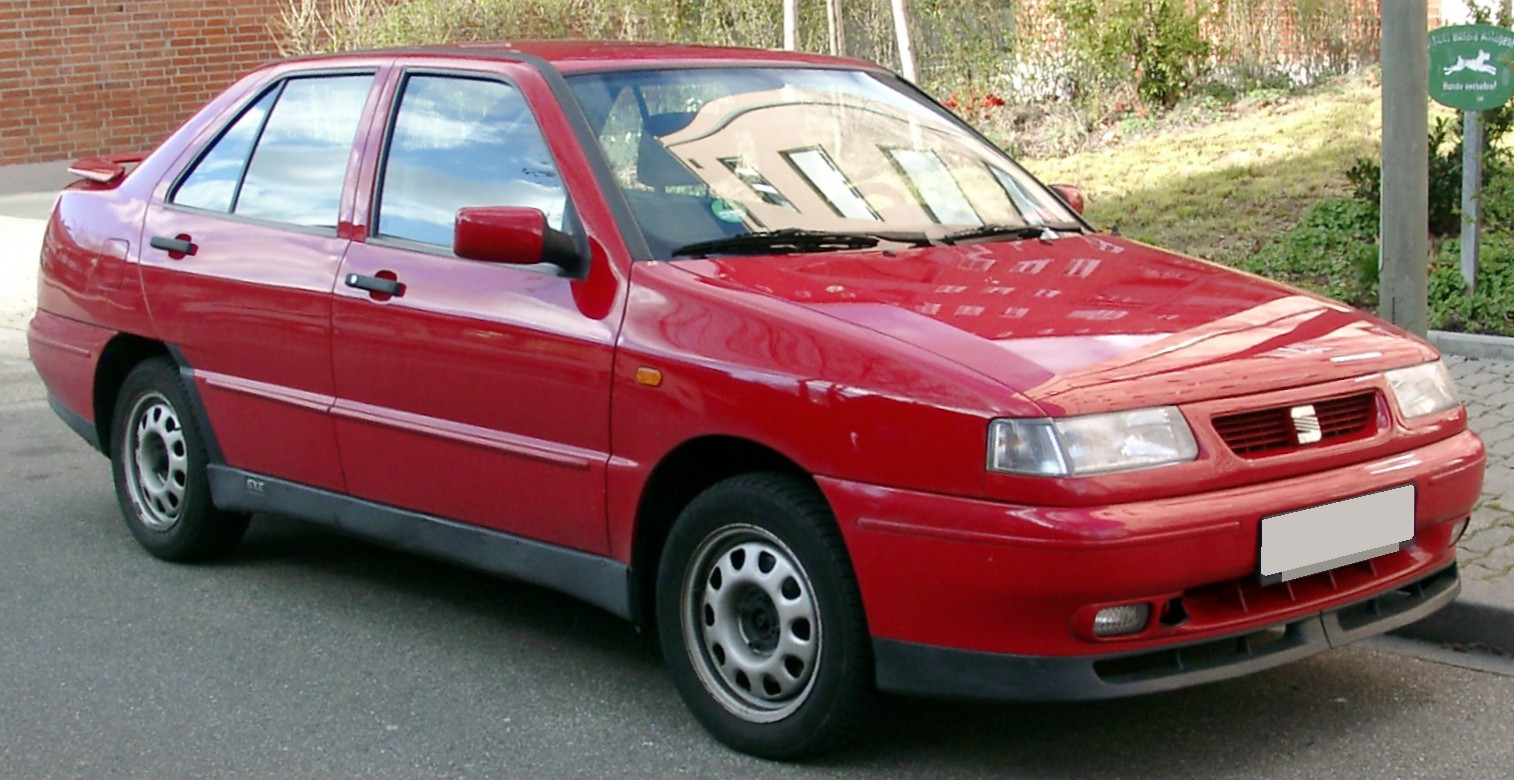
Toledo I 1991 bis 1999
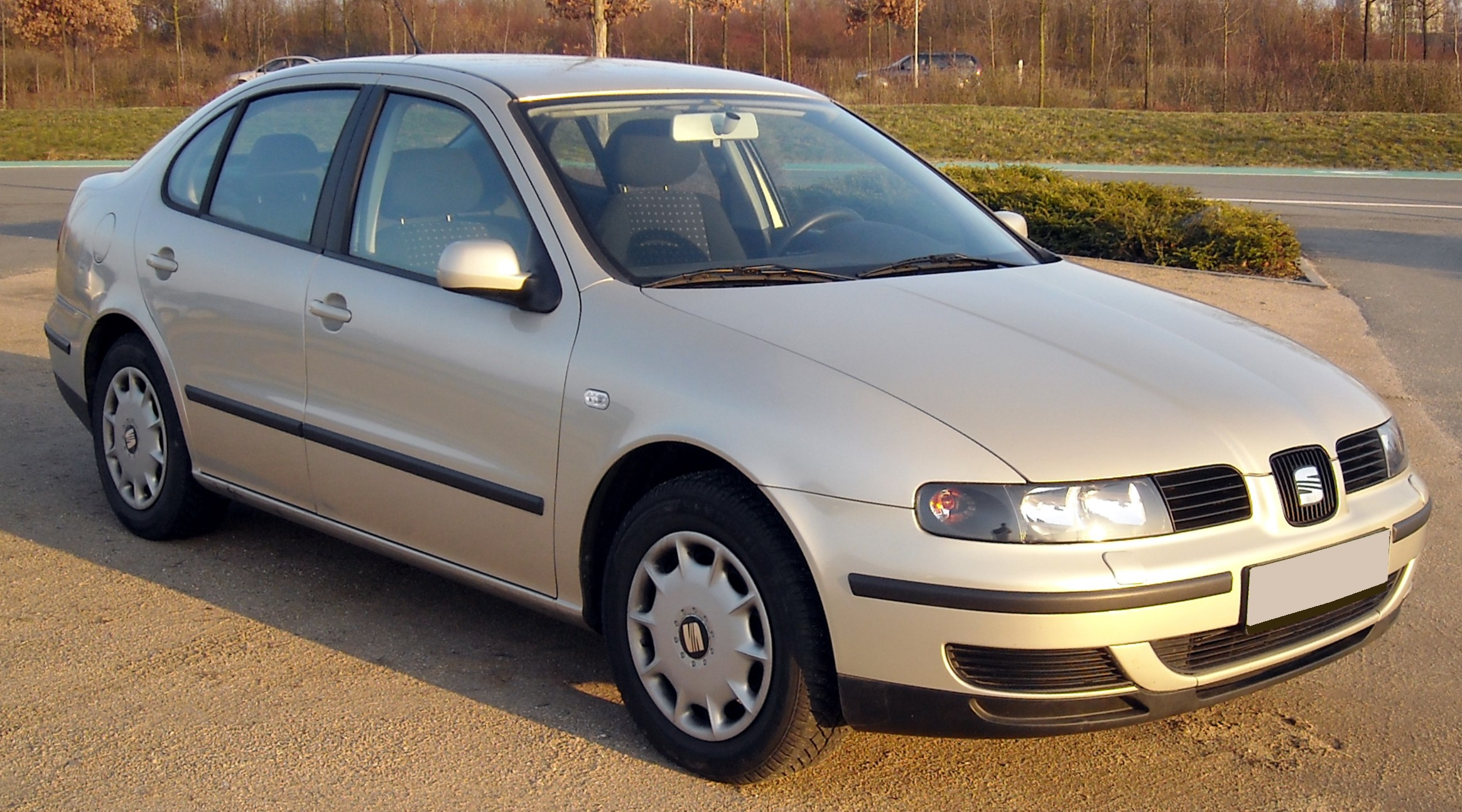
Toledo II 1998 bis 2004
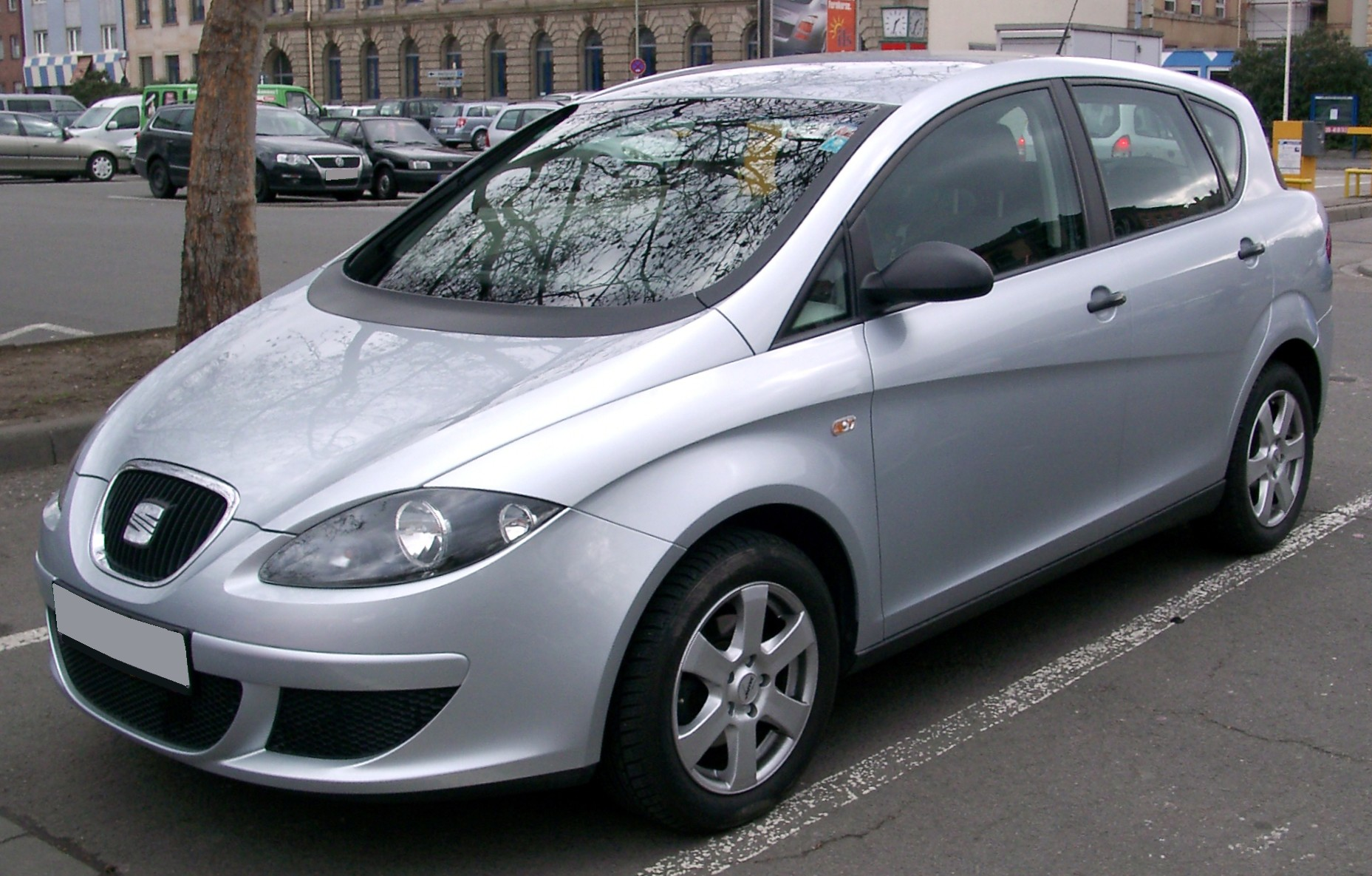
Toledo III 2004 bis 2009
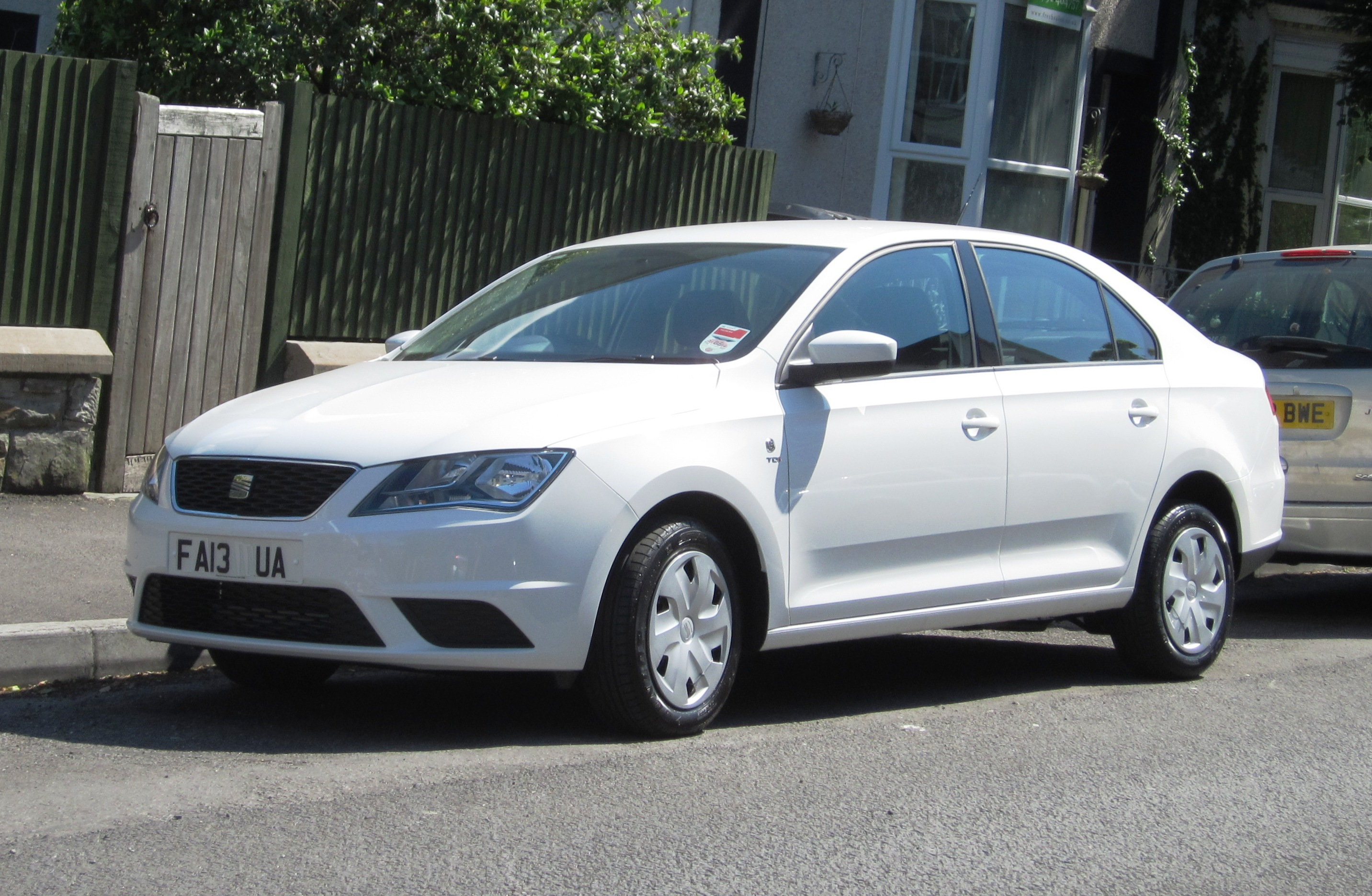
Toledo IV 2012 bis 2019